# بوبي بلفنز
بوبي بلفنز (بالإنجليزية: Bobby Blevins)‏ هو لاعب كرة قاعدة أمريكي، ولد في 16 يناير 1985 في برياركليف مانور في الولايات المتحدة.

## وصلات خارجية
- بوبي بلفنز على موقعبيزبول رفرنس.كوم (الدوري الثانوي) (الإنجليزية)
- بوبي بلفنز على موقع مشجعي الرسوم البيانية (الإنجليزية)